# آخورلی
آخورلی (به لاتین: Ahırlı) یک سکونتگاه مسکونی در ترکیه است که در استان قونیه واقع شده‌است. نام این شهر از واژه فارسی آخور گرفته شده است.